# Henry de Ségogne
Henry Marie Joseph de Ségogne (Paris, 30 de abril de 1901 - Paris, 7 de dezembro de 1979) foi um alpinista francês, chefe da primeira expedição francesa aos Himalaias realizada em 1936. Alto funcionário do estado, foi também pioneiro da protecção da paisagem e do património cultural francês.
Jovem torna-se amigo de Antoine de Saint-Exupéry em  1918 no liceu Saint-Louis.

## Alpinismo
Apesar de ser alpinista amador, mas esclarecido, Henry de Ségone foi membro do Clube alpino francês e presidente de 1930 a 1937 do Grupo de alta montanha, sendo escolhido como chefe da primeira expedição francesa ao Caracórum nos Himalaias em 1936.
Dessa expedição, na qual foi secundado por Pierre Allain (considerado o melhor escalador da sua geração), fizeram também parte Marcel Ichac, o fundador do cinema de montanha, Jean Leininger, Jean Carle, Jean Deudon, Jean Charignon, Jean Arlaud e Jacques Azémar.
Depois desta expedição torna-se naturalmente membro da Federação francesa da montanha e da escalada que lançou em 1950 a expedição francesa ao Annapurna na participaram novamente Pierre Allain e Jean Leininger.

## Livros
- Jean Escarra, Henry de Ségogne, Louis Neltner et Jean Charignon, Karakoram, Expédition française à l'Himalaya en 1936. Paris, Flammarion, 1938
- Abbayes cisterciennes, textos da marquesae Maille, fotografias  de Henry de Ségogne, 1943
- Sob a direcção de Henry de Ségogne e Jean Couzy, Les alpinistes célèbres, Mazenod, janvier 1956 (Revue Vertical n° 21, mars 2002), considerado como um livro de referência na matéria